# Santa María Ecatepec
Santa María Ecatepec es una localidad del estado mexicano de Oaxaca. Es cabecera del municipio de Santa María Ecatepec.

## Demografía
| Censo | Población |
| ----- | --------- |
| 1900  | 833       |
| 1910  | 981       |
| 1921  | 940       |
| 1930  | 894       |
| 1940  | 915       |
| 1950  | 723       |
| 1960  | 706       |
| 1970  | 547       |
| 1980  | 491       |
| 1990  | 578       |
| 1995  | 559       |
| 2000  | 479       |
| 2005  | 492       |
| 2010  | 524       |
| 2020  | 459       |